# Pacific Coffee Company
«Тихоокеанский кофе» (ранее была известна как Тихоокеанская кофейная компания; сокр. «ТКК») — это группа кофеен, расположенная на северо-западе США, родом из Гонконга, с несколькими торговыми точками в Китае, Сингапуре и Малайзии. Заведения основаны компьютерным дистрибьютором Chevalier Pacific, ранее известным как Chevalier iTech. Он приобрел эту сеть у основателя Томаса Нейра за 205 млн гонконгских долларов в 2005 году.
В июне 2010 года, China Resources Enterprise и Chevalier стали партнёрами для дальнейшего расширения Тихоокеанского кофейного бизнеса в материковой части Китая и разработали Pacific Coffee под эгидой CRE Retail Business Unit.
Помимо своих магазинов, PCC также продает кофейные зёрна собственного бренда и кофемашины марки Jura для дистрибьюторов и корпоративных клиентов, таких как банки, авиакомпании, клубы и отели. Его кофейные зёрна продаются в Гонконге, Макао и Сингапуре.

## Гонконг
PCC был запущен Томасом Нейром из Сиэтла, он переехал в Гонконг в 1992 году. Нейр отметил отсутствие европейского кофе в городе, что и натолкнуло его на этот проект. Первое заведение PCC было открыто в 1993 году в Башне Банка Америки в Центральном районе Гонконга.
В 2005 году PCC на пике Виктория был признан «лучшей беспроводной точкой доступа в Азии» в опросе Intel, который проводился в 20 странах среди 1996 людей.

## Международные филиалы
РСС имеет 120 кофеен в Гонконге, а также открыл кофейни в Пекине, Шанхае, Макао, Фошане, Шэньчжэне, Гуанчжоу, Ханчжоу, Нанкине, Шэньяне, Сучжоу, Сиане, Сингапуре, Кипре и Малайзии.